# 少年マイロの火星冒険記3D
『少年マイロの火星冒険記3D』（しょうねんマイロのかせいぼうけんきスリーディー、原題: Mars Needs Moms）は、2011年のアメリカの3Dコンピュータアニメーション映画である。モーションキャプチャを使用している。
バークリー・ブレシドの小説"Mars Needs Moms!"を原作とし、サイモン・ウェルズが共同脚本・監督を務めた。イメージムーバーズ・デジタルが製作した2作目の作品であるが、その後同社がイメージムーバーズに再吸収されたため、同社の最後の作品となった。セス・グリーン、ダン・フォグラー、エリザベス・ハーノイス、ミンディ・スターリング、ジョーン・キューザックが出演している。
9歳の少年マイロが、火星人に誘拐された母親を救うために火星に向かうというストーリーである。
ウォルト・ディズニー・ピクチャーズにより2011年3月11日に劇場公開された。批評家からの評価は賛否両論で、ビジュアル、セットデザイン、キャストの評価は高かったものの、ストーリー、キャラクターおよびアニメーションは批判された。制作費は1億5千万ドルだったが、全世界での興行収入は約4千万ドルで、推定で1億ドル以上の赤字となり、ディズニーにとっては史上最大の損失額となった。

## あらすじ
9歳の少年マイロは、口うるさいママとケンカばかり。今夜は、大好きなパパが出張から戻ってこられず、おまけに夕食には大嫌いなブロッコリーが出た。「ちゃんと食べなさいと言ったはずよ！」とガミガミ怒るママに、マイロは「ママなんかいないほうがずっといいよ！」と思わずひどい言葉をぶつけてしまう。
ショックを受けたママの目に涙が光った。マイロは後悔のあまり、眠れなくなる。謝ろうと決心してママの寝室の前に立つと、ドアの隙間から強烈な光が。追っかけていくとそれは宇宙船であり、その中には捕えられたママの姿があった。「ママを返せ！」と、マイロは飛び立とうとする宇宙船の脚部に服が引っ掛かり船内へと滑り込んだ。マイロとママを乗せた宇宙船は宇宙に飛び立ち、着いたところは高度な科学と文明を誇る奇跡の星、火星だった。
カプセルの中で眠らされているママが、宇宙船からどこかに運び出されていく。発見されたマイロも、「侵入者」として地下基地にある未来型監房に閉じ込められてしまう。必死にドアを叩いていると、なぜか突然ドアが開いた。恐る恐る監房から出た彼は、低重力世界に驚き、ジャンプしながら逃げる。火星人の衛兵たちのレーザー銃が発射された絶体絶命のその時、どこからか「第3シュートに飛び込め！」という謎の声が。その声に導かれ飛び込んだマイロは、猛スピードでシュートを滑り落ち、広大なゴミの山に飛び込む。遠隔操作の無人の気球に拾われ、たどり着いたところは様々な電子機器やスパイ・グッズに埋もれた隠れ家だった。
そこには、グリブルと名乗る陽気で騒々しいメカ・オタクの男がいた。基地のコントロール・システムに侵入してマイロを助けた謎の声の主は彼だった。そして、彼は地球人で、実は秘密の過去を持っていた。
グリブルの助けでマイロは火星人に変装し、基地に潜入する。だがそれは、予想もつかぬ大冒険の始まりに過ぎなかった。
驚き満ちたマイロの冒険は、やがて火星に秘められた恐るべき謎を解き明かしていく。

## キャスト
| 役名         | 原語版                                                      | 日本語吹替え版       |
| ------------ | ----------------------------------------------------------- | -------------------- |
| マイロ       | セス・グリーン（モーションキャプチャ） セス・ダスキー（声） | 濱田龍臣             |
| マイロのママ | ジョーン・キューザック                                      | 本田貴子             |
| グリブル     | ダン・フォグラー                                            | 間宮康弘             |
| キイ         | エリザベス・ハーノイス                                      | 藤村歩               |
| マイロのパパ | トム・エヴェレット・スコット                                | 設楽統（バナナマン） |
| 総統         | ミンディ・スターリング                                      | 京田尚子             |
| エイリアン   | ブレッキン・メイヤー                                        | かぬか光明           |
| ミジック     | ビリー・ディー・ウィリアムズ                                | 宝亀克寿             |

- 日本語吹替え版スタッフ

翻訳：杉田朋子
演出：佐々木由香
日本語版制作：東北新社

## 製作
監督のサイモン・ウェルズとプロデューサーのロバート・ゼメキスは1980年代半ばからの付き合いで、『ロジャー・ラビット』（1988年）、『バック・トゥ・ザ・フューチャー PART2』（1989年）、『バック・トゥ・ザ・フューチャー PART3』（1990年）、『ポーラー・エクスプレス』（2004年）を共同で手掛けていた。プロダクション・デザイナーはダグ・チェン、スーパーバイジング・アート・ディレクターはノーム・ニューベリーが務めた。原題の"Mars Needs Moms"は、1966年製作のテレビ映画"Mars Needs Women"をもじったものであり、火星人が地球にやって来て地球人女性を連れて帰ろうとするというプロットも共通している。
作中で火星人が話す言語は、この作品のために創作されたものである。必要な単語のリストがキャスト陣に提示され、丸一日かけて、その単語を意味する火星語をキャストが様々な解釈で録音した。プロデューサーがその中から気に入った解釈を選び、それを台本にまとめてキャストに提示した。エリザベス・ハーノイスはインタビューで、キャスト陣は監督のウェルズから台本を与えられ、それに対して即興の火星語で応答を演じたと述べた。
主役のマイロのモーションキャプチャを担当したセス・グリーンは、モーションキャプチャは肉体的にきつい仕事だと語った。「何度も走ったり、ジャンプしたり、転んだり、ぶつかったり、回転したりした。映画の85パーセントはハーネスをつけていた。不快だった。」グリーンは、モーションキャプチャ用の特殊なスーツを着て、6週間にわたって演技を行った。なお、グリーンはマイロの台詞をしゃべりながら演技をしていたが、グリーンの声はマイロのキャラクターには合わないという判断から、当時12歳の新人のセス・R・ダスキーがアフレコした声に差し替えられた。それ以外のキャラクターについては、モーションキャプチャを行った俳優の声を使用している。
2020年、ブリー・ラーソンはYouTubeにおいて、キイの役で本作のオーディションを受けたことを明らかにした。

## 公開
本作は2011年3月11日に劇場公開された。プレミア公開は2011年3月6日にロサンゼルスのエル・キャピタン劇場で行われた。
本作は2011年8月9日にBlu-ray、Blu-ray 3D、DVDおよびダウンロード配信でリリースされた。

## 反応

### 興行収入
本作は興行的に大失敗し、ディズニーブランドの映画としては史上最悪の赤字額となった。初日の興行収入は172万5千ドルで、最初の週末の興行収入は682万5千ドルだった。これは、同じ週に公開された『世界侵略: ロサンゼルス決戦』『ランゴ』『赤ずきん』『アジャストメント』に次ぐ第5位の興行収入であるが、全米3千館以上で公開された映画としては史上ワースト22位である。物価上昇による調整をし、純利益（利益対損失率ではなく）の合計を考慮すると、史上4番目に大きな興行的失敗である。
2014年、『ロサンゼルス・タイムズ』紙は本作を「史上最も高額な興行収入失敗作」の一つに挙げた。2011年3月14日、『ニューヨーク・タイムズ』紙のブルックス・バーンズは、ディズニーブランドの映画でこれほど酷い興行成績になるのは珍しいとコメントし、不振の原因は、オリジナリティのない前提、不気味の谷を超えられなかった作画、SNSでの否定的な口コミ、そして、より宣伝効果のあった『世界侵略: ロサンゼルス決戦』と同じ週に公開されたことであると述べた。バーンズは、「批評家も観客も（観客はツイッターやブログ、その他のソーシャルメディアで意見を述べているが）ゼメキスの技法ではキャラクターの表情が不自然に見えると訴えている。また、ゼメギス氏は技術的な妙技に集中しすぎて、ストーリーテリングを怠っているという批判も多い」と結論づけた。

### 批評家の反応
レビュー収集サイトのRotten Tomatoesにおける評価は、116件のレビューにおける平均評価が10点満点中の5.00点で、肯定的レビューは37パーセントだった。同サイトのコンセンサスには、「キャストは堅実で、ビジュアル的にもよく作られているが、想像力とハートが欠如している」とある。Metacriticでは、22人の批評家による評価は100点満点中49点であった。CinemaScoreにおける観客からの評価は、A+からFまでのうちで平均で"B"だった。
スクリーン・インターナショナルのティム・グリアソンは、本作のモーションキャプチャについて、『ポーラー・エクスプレス』の頃より格段に進歩したと評した。グリアソンはまた、本作における、子供向け映画には典型的なコミカルな場面と犠牲に関するテーマの「色調の違い」にも着目した。一方で、グリアソンは、本作の混沌としたストーリーと、2人の厄介な主人公を批判した。マイロについては「彼を応援するのは難しいほど、いつも泣き言を言っている不安感を過剰に表現している」とし、グリブルは「思った通り、軽口を叩く相棒」だったと述べた。『Usウイークリー』誌もキャラクターを酷評し、「マイロは泣き虫のヒーローで、ダン・フォグラー（火星での彼の相棒）は面白くなかった。加えて、なぜマイロの専業主婦の母親は聖人で、働く異星人の母親は邪悪なのだろうか?」と述べた。。
『ハリウッド・リポーター』誌は、本作のモーションキャプチャを評価したが、ストーリーはディズニーランドの乗り物のようだとして、「母親を讃美する映画が反フェミニズムの概念でいっぱいになっているなんて奇妙だ」と評した。『タイムアウト』誌は、他の子供向けSF映画と大差ないと評した。
『バラエティ』誌のラエル・ローウェンスタインは、本作に賛否両論の評価を下し、「紛れもなくプロデューサーのロバート・ゼメキスの刻印が刻まれた、それなりに楽しめるモーションキャプチャ映画」と評した。『SFX』誌は、ビジュアルだけでなく脚本にも称賛を送った。「良い笑いもあり、時には繰り返される物語を軽快に進めている。そして、（この映画が我々に伝えようとしているように）小さな男の子が本当にママのことを愛していると認識するのは難しいが、"Mars Needs Moms"は、その甘ったるいアメリカ的感性を非難するかもしれないが、歳を取った人たちの喉にいくつかのしこりを残す」
『ヴィレッジ・ヴォイス』紙のニック・シェイガーは、本作の作画は「ゴムのよう」(rubbery)で「非現実的」(unreal)で「落ち着かない」(unsettling)と酷評し、SF設定が「耳障りな不協和音」を引き起こしていると述べた。また、他のSF映画でよく使われる手法が盗用されていると指摘した。

### 受賞
本作は、ムービーガイド賞のファミリー部門にノミネートされた。
ジョン・パウエルは、本作などの楽曲で2011年のワールド・サウンドトラック賞の年間最優秀作曲賞にノミネートされた。